# 1802

## Esdeveniments
Països Catalans
- 16 de juny, Menorca: En nom d'Espanya, el capità general de Mallorca, Joan Miquel de Vives i Feliu, pren possessió de l'illa després de la darrera ocupació del Regne Unit de la Gran Bretanya i Irlanda.[1]

Resta del món
- 27 de març: Es signa el Tractat d'Amiens que finalitzen les Guerres Napoleòniques entre la Gran Bretanya i França.[1]
- 28 de març: Heinrich Wilhelm Olbers descobreix L'asteroide (2) Pal·les. És el segon asteroide més gran i el segon a ser descobert, quan Olbers estava realitzant observacions per a localitzar i determinar l'òrbita del primer asteroide descobert, l'(1) Ceres.
- 31 de desembre: El peshwa maratha Baji Rao de Poona i la Companyia Britànica de les Índies Orientals signen el Tractat de Bassein.
- 2 d'agost: Napoleó Bonaparte és confirmat consol de per vida en un plebiscit.[2]
- 17 d'octubre, Estats Units: Tractat de Fort Confederation entre els Estats Units i els choctaws.[3]
- François-René de Chateaubriand publica René.
- Georg Friedrich Grotefend desxifra part de l'escriptura cuneïforme.[4]
- Intentant desembarcar a Ceilan la HMS Sensible queda destrossada.

## Naixements
Països Catalans
- 19 de febrer, Traiguera, el Baix Maestrat: Pere Labèrnia, lexicògraf, gramàtic i humanista valencià establert a Catalunya
- 17 de març, Carlet, Ribera Alta: Marià Pellicer, missioner i lingüista valencià (m. 1844).[5]
- 14 d'octubre, Ciutat de Mallorca: Concepción Rodríguez, actriu mallorquina (m.1880).[6]
- Pascual Pérez Gascón, pedagog, organista i compositor valencià

Resta del món
- 26 de febrer, Besançon, el Franc Comtat, França: Victor Hugo, escriptor francès
- 4 d'abril, Hampden, Massachusetts [actualment a Maine]: Dorothea Dix, educadora, reformadora social americana (m. 1887).[7]
- 9 d'abril - Elias Lönnrot, filòleg finès
- 1 de maig, Venèrca, França: Joan Baptista Noulet, investigador, arqueòleg i naturalista. Va fixar definitivament l'edat dels Pirineus
- 12 de juny, Norwich, Norfolk, Anglaterra: Harriet Martineau, escriptora anglesa[8]
- 24 de juliol, Villers-Cotterêts, França: Alexandre Dumas (pare), novel·lista i dramaturg francès[9]
- 27 de juliol, Copenhaguen: Ida da Fonseca, cantant d'òpera i compositora danesa (m. 1858).[10]
- José María Estrada, president de Nicaragua [cal citació]

## Necrològiques
Països Catalans
- 29 de desembre, L'Alcúdia, Ribera Alta: Joan Baptista Madramany i Carbonell, horticultor i poeta valencià en llengua castellana (n. 1738).

Resta del món
- 14 de gener - París: Marie Allard, important ballarina francesa (n.1742).[11]
- 22 de maig, Mount Vernon, Virginia: Martha Washington, primera Primera dama dels Estats Units (n. 1731).[12]
- 15 de juliol, Santo Domingo: Louis Fréron, polític i periodista francès, representant a l'Assemblea Nacional durant la Revolució Francesa.
- 18 d'octubre, París: Sophie Arnould, soprano dramàtica francesa, la més famosa de la seva època (n. 1740).[13]
- 28 d'octubre, Siena, Regne d'Etrúria: Carlo Lapini, compositor del classicisme.
- Ferrara: Rafael Nuix, teòleg jesuïta toranès.